# Gartensiedlung Gronauerwald

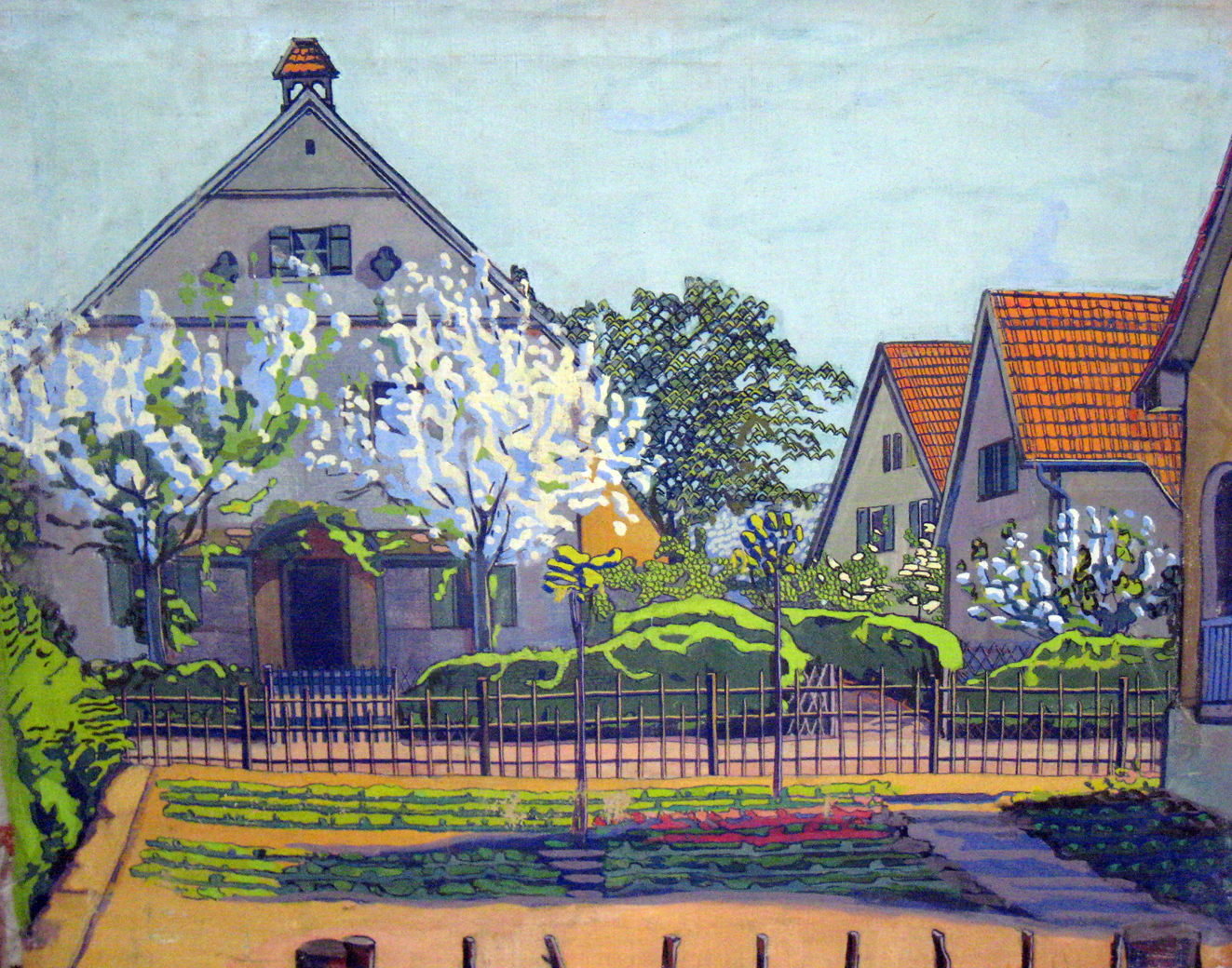
Um 1900 zeigte Alexe Altenkirch mit ihren Gemälden, wie sie sich als Künstlerin die Gronauer Waldsiedlung vorstellte.

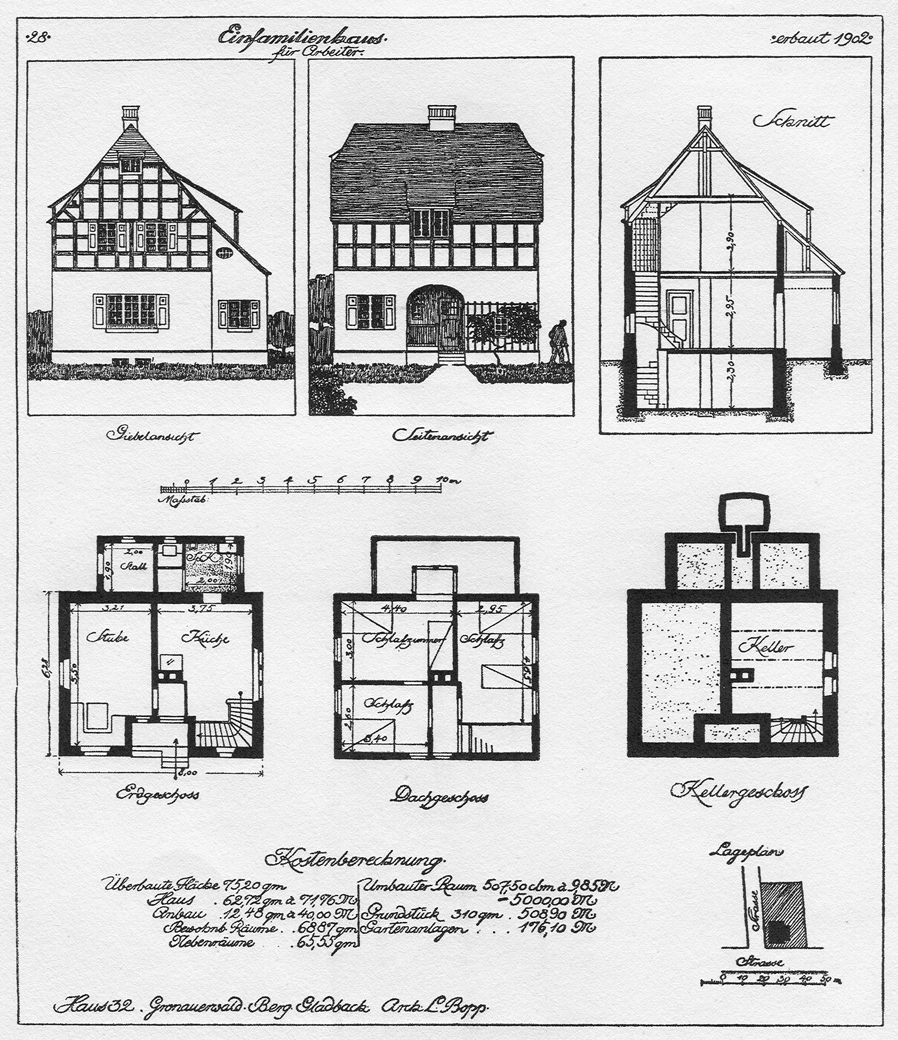
Zeichnung von Ludwig Bopp vom Haus 32

Die Gartensiedlung Gronauerwald, meist genannt Gronauer Waldsiedlung, ist eine am Beginn des 20. Jahrhunderts entstandene Wohnsiedlung für Arbeiter und Angestellte der Papierfabrik Zanders. Sie ist ein Ortsteil im Stadtteil Heidkamp von Bergisch Gladbach.

## Geschichte
Im Jahr 1897 erwarb Richard Zanders die Gronauer Mühle, zu der das 120 Morgen große Gelände gehörte, das später den Namen Gronauerwald erhielt. In den Jahren danach entstand nach und nach die Gartensiedlung Gronauerwald, in der man Einfamilienhäuser mit Garten und auch einzelne Mehrfamilienhäuser und Villen errichtete. Derartige Wohnungen waren gefragt, weil es für die Arbeiter vorteilhaft war, kurze Wege zu ihren Arbeitsplätzen zu haben, die in der ganzen Stadt entstanden waren und noch entstanden.
Der Gronauerwald ist auf Messtischblättern bzw. topografischen Karten von 1936 bis 1980 regelmäßig verzeichnet. 1905 ist er im preußischen Gemeindelexikon als Wohnplatz der Bürgermeisterei Bergisch Gladbach mit 52 Häusern und 323 Einwohnern erwähnt.

## Die Planung
Richard Zanders suchte wie andere Unternehmer auch nach Wegen, Arbeitskräfte an seinen Betrieb zu binden, indem er Wohnraum für sie schuf beziehungsweise ihnen bei der Beschaffung von Wohnraum behilflich war. Während eines Aufenthalts in England hatte er die dortige Gartenstadtbewegung kennengelernt. Außerdem entwickelte er auf einer Orientreise eine Bauzonenordnung, um hierdurch eine gewisse Bodenvorratsbewirtschaftung betreiben zu können. Zusammen mit seiner Frau Anna Zanders ging er an die Planung der Gartensiedlung Gronauerwald. Das kleine Eigenhaus in anmutiger Ausgestaltung sollte auch dem Minderbemittelten zur Verfügung stehen. Sein Vorbild war dabei auch Alfred Krupp, der ähnliche Pläne schon kurz nach der Reichsgründung für „seine Arbeiter“ umgesetzt hatte. Für die Arbeiten vor Ort wurde der Architekt Ludwig Bopp als Bauleiter eingesetzt.

## Die Ausführung

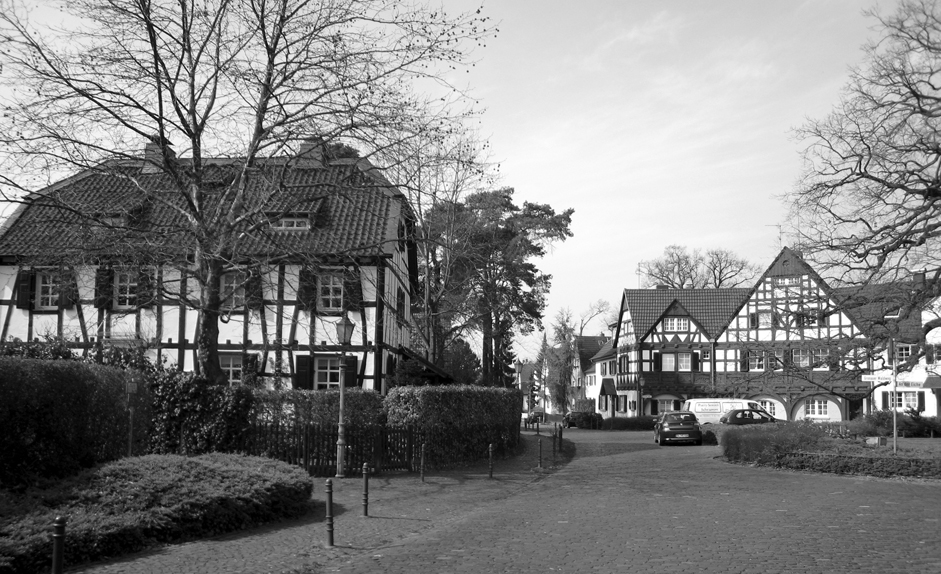
Links der Unterlerbacher Hof, rechts die Häuser An der Eiche

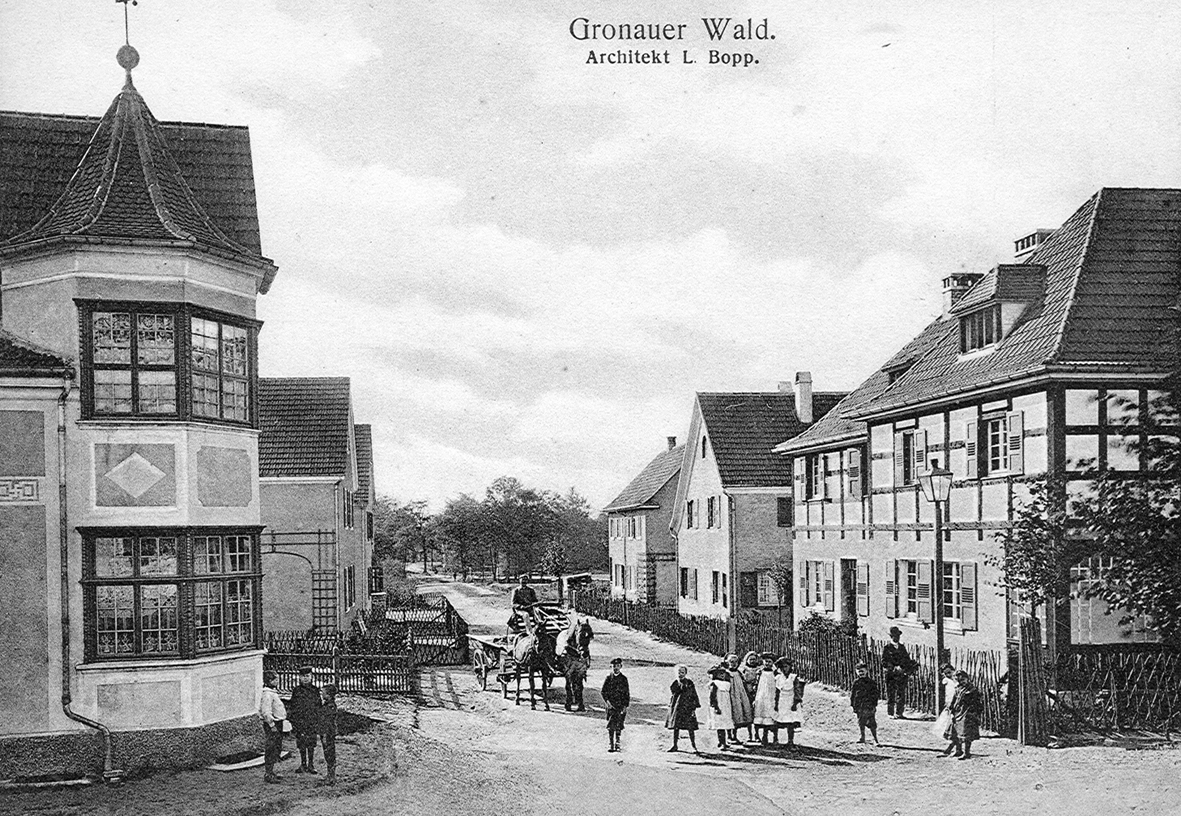
Blick vom Grünen Weg in den Gronauer Waldweg um 1910

Eine der ersten Betätigungen Bopps bestand darin, den Unterlerbacher Hof, zuweilen hört man auch Niederlerbacher Hof, 1898 im Schlosspark Lerbach abzutragen. Anschließend translozierte er ihn als erstes Gebäude in den Gronauer Wald und richtete sich ein Büro darin ein. Es handelte sich um ein Zweifamilienhaus mit der Bezeichnung Fachwerkhaus Nr. 6. Heute trägt es als Doppelhaus die Nummern 32 und 34.
Nun machte sich Bopp an die weiteren Arbeiten heran. Zunächst entwickelte er Baupläne für insgesamt 72 Häuser, die von 1900 bis 1906 nacheinander gebaut wurden. Aber nicht nur freistehende Einfamilienhäuser wurden in dieser Zeit gebaut, sondern auch Doppelhäuser. Sodann baute man Werkswohnungen als Reihenhäuser und sogar einzelne Villen. Eine der ersten Villen baute Bopp für sich selbst. Dafür suchte er sich einen Platz am Talweg aus, dessen Grundstück bis an den Lerbach heranreichte. Auch das Rondell an der alten Eiche entstand schon in der ersten Bauphase. Meisterlich beherrschte Ludwig Bopp die Kunst, historistische Bauten zu konstruieren, wie sie in der gesamten Stadt zu sehen sind. Bestes Beispiel dafür ist das Rathaus am Konrad-Adenauer-Platz. Auch im Gronauer Wald zeigte er sein Können.
Man baute überwiegend Häuser, die in das Eigentum von Arbeitern des Unternehmens gingen. Bei der Finanzierung halfen sowohl die Stadt Bergisch Gladbach als auch der Arbeitgeber. Dadurch konnte man einerseits der Bodenspekulation entgegenwirken und andererseits die Idee Richard Zanders’ vom kleinen Eigenhaus in anmutiger Ausgestaltung für Minderbemittelte realisieren. Zusätzlich behielt die Firma J. W. Zanders auch Wohnungen in ihrem Besitz, die man an die eigenen Arbeiter vermietete.

## Die Weiterentwicklung nach dem Tod von Richard Zanders
Mit dem Tod von Richard Zanders im Jahr 1906 nahm sich seine Witwe Anna Zanders der künftigen Fortentwicklung der Gronauer Waldsiedlung alleine an. Ludwig Bopp stand bei ihr allerdings nicht in besonderer Gunst. Bei den weiteren Bautätigkeiten in der Stadt Bergisch Gladbach bevorzugte sie von daher die Architekten Oskar Lindemann und Peter Will. Lindemann hatte Bopp vielfältig in der Bauleitung bei großen Bauobjekten – wie beispielsweise dem Rathaus – unterstützt, er fiel bereits im August 1914 zu Beginn des Ersten Weltkriegs.
Anna Zanders erkannte, dass sie für die Zukunft eine Organisation zur Unterhaltung und zum Ausbau der Gartensiedlung Gronauerwald benötigte, die dauerhaft Gewähr für eine personenunabhängige und reibungslose Abwicklung der Geschäfte sorgte. Auf ihre Veranlassung erfolgte am 22. Februar 1913 die Gründung der Gemeinnützige Gartensiedlungsgesellschaft Gronauerwald m. b. H. (GGG). Man wollte mit Hilfe der neuen Gesellschaft die allmähliche Verteuerung der Preise für Gebäude und Grundstücke durch häufigen Besitzwechsel, Zwangsversteigerungen und hypothekarische Überschuldung verhindern. Auch wollte man missbräuchliche Benutzung wie zum Beispiel übermäßiges Vermieten an zu viele Mietparteien auf zu geringer Fläche und besonders den allmählichen Übergang der Häuser in die Hände von Leuten, die nicht selbst darin wohnten, ausschließen. Alle einkommenden Beträge mussten zum Ausbau und zur Erweiterung der GGG verwendet werden, insbesondere zum Ankauf neuen Geländes, das man auf diese Weise allmählich aus der Hand einzelner Privatleute in das Eigentum der Gesamtheit der Ansiedler überführen wollte.
Bis zur Gründung der GGG im Jahr 1913 waren insgesamt 81 Einfamilienhäuser im Gronauer Wald gebaut worden, also seit 1906, dem Todesjahr von Richard Zanders, nur neun Häuser mehr. Im Jahr 1914 hatte die GGG bereits 95 Mitglieder. Weitere Bautätigkeiten kamen allerdings durch den Ersten Weltkrieg zum Erliegen. Im Jahr 1929 vermeldete die GGG bereits einen Bestand von 320 Häusern im Gronauer Wald.
Mit dem Übergang der Zanders Feinpapiere AG (Vorstandsmitglied war Heinz Halfwassen, der Vater von Jens Halfwassen, der Geschäftsführer der Gemeinnützigen Gartensiedlungs-Gesellschaft Gronauerwald mbH war) an die International Paper im Jahr 1989 ging auch die GGG in deren Eigentum über. Im Laufe des Jahres 1998 begann man, alle Wohnungen und Häuser zu verkaufen. Inzwischen besteht die GGG nicht mehr. Wenn man heute einen Rundgang durch die Gartensiedlung macht, hat man den Eindruck, dass von den Idealen der Anna Zanders, geb. v. Siemens, und des Richard Zanders wenig übrig geblieben ist. Die Besiedlung ist dichter geworden. Die ehemaligen Einfamilienhäuser hat man an- und umgebaut.

## Denkmalschutz
Im Jahr 2010 hat die Stadt Bergisch Gladbach eine Denkmalbereichssatzung für einen Teil innerhalb der Gartensiedlung Gronauerwald um den Platz An der Eiche und den Gronauer Waldweg herum erlassen. Zusätzlich sind innerhalb dieses Bereichs folgende Häuser jeweils für sich als Denkmal eingetragen:
| Baudenkmal Nr. | Straße                 | Haus-Nr. |
| -------------- | ---------------------- | -------- |
| 114            | An der Eiche           | 1        |
| 115            | An der Eiche           | 2        |
| 116            | An der Eiche           | 3        |
| 117            | An der Eiche           | 4        |
| 118            | An der Eiche           | 5        |
| 119            | An der Eiche           | 6        |
| 120            | An der Eiche           | 7        |
| 88             | Gronauer Waldweg       | 28       |
| 51             | Richard-Zanders-Straße | 29       |
| 45             | Richard-Zanders-Straße | 47       |

Außerhalb des Denkmalbereichs sind die Häuser Richard-Zanders-Straße 47 als Denkmal Nr. 45 und Richard-Zanders-Straße 53 als Denkmal Nr. 168 in die Liste der Baudenkmäler in Bergisch Gladbach eingetragen.